# Marco Paulo (minissérie)
Marco Paulo (também conhecida como Marco Paulo - A História da Minha Vida) é uma minissérie de televisão de origem portuguesa, dos géneros drama biográfico criada por Vera Sacramento, Susana Tavares e Sara Rodi para a SIC e distribuída pela plataforma de streaming OPTO. Composta por 3 episódios, foi lançada a 1 de janeiro de 2023. A série é baseada na história de vida de Marco Paulo, um dos maiores e mais reconhecidos artistas portugueses de sempre. A série apresenta Diogo Martins e Fernando Luís no elenco principal.

## Sinopse
A minissérie acompanha toda a história e percurso do cantor Marco Paulo de 1950 até 2016. Desde a sua infância em Mourão até à sua paixão pela música, sem esquecer o impacto que a Guerra do Ultramar teve na sua carreira e a luta contra o cancro que marcou a sua vida.

## Elenco

### Elenco principal
| Ator/Atriz      | Ator/Atriz       | Ator/Atriz        | Ator/Atriz             | Personagem                        |
| 1950-1951       | 1956-1959        | 1963-1980         | 1990-2016              | Personagem                        |
| --------------- | ---------------- | ----------------- | ---------------------- | --------------------------------- |
| Rodrigo Costa   | Santiago André   | Diogo Martins     | Fernando Luís          | João Simão da Silva / Marco Paulo |
| Does not appear | Does not appear  | Lourenço Ortigão  | António Pedro Cerdeira | António «Toni» Coelho             |
| Does not appear | Does not appear  | Laura Dutra       | Rita Loureiro          | Conceição                         |
| Does not appear | Does not appear  | José Mata         | Luís Esparteiro        | Mário Martins                     |
| Does not appear | Frederico Barata | Rui Luís Brás     | Rui Mendes             | João da Silva                     |
| Does not appear | Does not appear  | Vítor Silva Costa | Jorge Mota             | Rui Valentim de Carvalho          |

### Participação especial
| Ator/Atriz      | Ator/Atriz      | Ator/Atriz      | Ator/Atriz          | Personagem                |
| 1950-1951       | 1956-1959       | 1963-1980       | 1990-2016           | Personagem                |
| --------------- | --------------- | --------------- | ------------------- | ------------------------- |
| Does not appear | Does not appear | Does not appear | Marco Paulo         | Ele mesmo                 |
| Cleia Almeida   | Cleia Almeida   | Rita Blanco     | Carmo Rasquete      | Maria Isabel Simão Caeiro |
| Does not appear | Does not appear | Does not appear | Alexandra Lencastre | Lili Caneças              |
| Does not appear | Does not appear | João Reis       | Does not appear     | Brigadeiro Guiné          |
| Does not appear | Does not appear | Manuela Couto   | Does not appear     | Corina Freire             |

### Elenco recorrente
| Ator/Atriz      | Ator/Atriz      | Ator/Atriz        | Ator/Atriz       | Personagem       |
| 1950-1951       | 1956-1959       | 1963-1980         | 1990-2016        | Personagem       |
| --------------- | --------------- | ----------------- | ---------------- | ---------------- |
| Tomás Antunes   | João Gouveia    | Luís Garcia       | Does not appear  | Ernesto da Silva |
| Does not appear | Martim Balsa    | Alexandre Jorge   | Tiago Fernandes  | Alfredo da Silva |
| Does not appear | Does not appear | Beatriz Leonardo  | Does not appear  | Fátima da Silva  |
| Does not appear | Does not appear | Carolina Carvalho | Andreia Nazaré   | Júlia Lemos      |
| Does not appear | Does not appear | Joana Coelho      | Patrícia Tavares | Lurdes Violante  |
| Does not appear | Does not appear | Andreia Machado   | Emília Silvestre | Amália Rodrigues |
| Does not appear | Does not appear | Rita Tristão      | Does not appear  | Cidália Meireles |

### Elenco adicional
- Samuel Alves - Soldado 1
- Pedro Pimenta - Soldado 2
- Leonardo Proganó - Soldado 3
- André Camarujo - Soldado 4
- Tobias Monteiro - Sargento Leiria
- Nuno Pardal - Oficial Leiria/Guiné
- Miguel Ribeiro - Oficial 2 Guiné
- João Amado - Soldado Guiné
- Luís Aleluia - Farmacêutico
- Ivo Alexandre - Presidente Festas
- Paulo Duarte Ribeiro - Leiloeiro
- Romeu Vala - António José
- Rui Miguel - Belchior
- Duarte Victor - Padre
- Susana Vitorino - Cliente Farmácia
- Lourenço Henriques - Amigo 1 Alenquer
- Gustavo Alves - Amigo 2 Alenquer
- Duarte Mocho - Frente de Sala
- Madalena Graça - Mulher Quarto
- José Neto - Sr. Renato
- Tiago Negrão Pinheiro - Jornalista RTP
- Dinarte Branco - Médico
- Soraia Gonçalves - Enfermeira 1
- Maria Liberdade - Enfermeira 2
- Melissa Loja - Enfermeira 3
- Beatriz Rodrigues - Empregada Marco
- Elsa Machado - Rapariga 1
- Maria João Freitas - Rapariga 2
- Carina Almeida - Rapariga 3
- João Vicente - Jornalista rádio
- Mariana do Ó - Jornalista 1
- Francisco Pimenta - Jornalista 2
- Filipe Lopes - Jornalista 3
- Arknel Marques - Jornalista 4
- Alda Gomes - Jornalista 5
- Joana Câncio - Convidada Festa 1
- Filomena Gigante - Senhora Cemitério
- Filipe Lopes - David Ferreira
- José Silva Pedro - Francisco Carvalho
- Nuno Teixeira - Convidado Festa 1
- Martim Costa - Criança Cemitério
- Leandro Silva - Fotógrafo 1
- Mariana Barbosa - Funcionária Bengaleiro
- Anabela Pires - Fã 1
- Graciano Martins - Homem 1 Alenquer
- Daniela Santos - Mulher 2 Alenquer
- Joana Calado - Laurinda
- Valentim Ferreira - Marquito 5 anos
- Afonso Antunes - Marquito 17 anos
- Bárbara Gomes - Criada Corina
- Gisela Ferreira - Mulher 1 Aldeia
- Cláudia Ribeiro - Mulher 2 Aldeia
- Daniel Sasportes - Taxista

## Produção

### Desenvolvimento
Em maio de 2021, com a contratação do cantor português Marco Paulo para a SIC, foi revelado em comunicado pelo canal que seria produzida uma série centrada na vida do cantor. Com 3 episódios, a minissérie segue desde os seus 5 anos de vida até aos 50 anos de carreira, entre os anos 1950 e 2016. Durante a ‘Nova Temporada SIC’ de 2022 foi revelado que a minissérie teria o título “Marco Paulo”.
Os trabalhos da minissérie começaram a 2 de agosto de 2022, com gravações a decorrer em Mourão e na casa de Marco Paulo em Sintra, terminando ainda no mesmo mês.

### Escolha do elenco
Noémia Costa, era o nome desejado pelo cantor Marco Paulo para dar vida à sua mãe. Porém, devido à atriz se encontrar em gravações para a telenovela Travessia da Globo, acabou por ser substituída por Rita Blanco. Para dar vida à versão jovem da mãe do cantor, foi escolhida a atriz Cleia Almeida. Já para dar vida ao seu pai, foram escolhidos Frederico Barata para dar vida a sua versão jovem e Rui Luís Brás à sua versão adulta.
Com Rodrigo Costa confirmado como a versão em criança de Marco Paulo e com Lourenço Ortigão inicialmente dado como quem iria interpretar a versão jovem do cantor, rapidamente foi confirmado que afinal esse papel estaria destinado a Diogo Martins juntamente com a confirmação de Fernando Luís como a versão adulta do cantor, sendo afinal a fase jovem de Toni Coelho a personagem de Lourenço, com António Pedro Cerdeira na sua fase adulta.
José Mata, Luís Esparteiro, Carolina Carvalho, Vítor Silva Costa, Jorge Mota, Patrícia Tavares, Joana Coelho, Laura Dutra, Rita Loureiro, Rui Mendes, Nuno Pardal, Luís Aleluia e Manuela Couto compõem o restante elenco.
Para dar vida à cantora Lili Caneças, foi escolhida por Marco Paulo a atriz Alexandra Lencastre.

## Episódios
| N.º | Título                 | Realização por              | Escrito por                                 | Exibição original    | Audiência (milhões) |
| --- | ---------------------- | --------------------------- | ------------------------------------------- | -------------------- | ------------------- |
| 1 | "Nasci para Cantar"    | Manuel Pureza e Vasco Viana | Vera Sacramento, Susana Tavares e Sara Rodi | 1 de janeiro de 2023 | 0,90                |
| Nascido na vila alentejana de Mourão, o pequeno João - o seu nome de batismo - apaixonou-se pela música com apenas 5 anos.                                                |                        |                             |                                             |                      |                     |
| 2 | "Eu Tenho Dois Amores" | Manuel Pureza e Vasco Viana | Vera Sacramento, Susana Tavares e Sara Rodi | 1 de janeiro de 2023 | 0,80                |
| No pós-25 de Abril, Marco Paulo viu os seus temas serem recorrentemente censurados pelas rádios nacionais e chegou a ver-se obrigado a atuar em circos para sobreviver.   |                        |                             |                                             |                      |                     |
| 3 | "Maravilhoso Coração"  | Manuel Pureza e Vasco Viana | Vera Sacramento, Susana Tavares e Sara Rodi | 1 de janeiro de 2023 | 0,57                |
| Da primeira vez que lutou contra um cancro, o médico disse-lhe que tinha apenas dois meses de vida. Marco entregou a Nossa Senhora de Fátima os desígnios do seu destino. |                        |                             |                                             |                      |                     |

## Temas musicais
| Tema                          | Intérprete(s)                                                  | Notas            |
| ----------------------------- | -------------------------------------------------------------- | ---------------- |
| "Ninguém, Ninguém"            | Marco Paulo                                                    | Tema de genérico |
| "Nasci para Cantar"           | Marco Paulo                                                    | —                |
| "Deixa a Música Ficar"        | Marco Paulo                                                    | —                |
| "Não Sei"                     | Marco Paulo                                                    | —                |
| "Sou Tão Feliz"               | Marco Paulo                                                    | —                |
| "O Mar Embalou o Meu Destino" | Marco Paulo                                                    | —                |
| "A Balada das Horas"          | Marco Paulo                                                    | —                |
| "Vou-me embora, Vou partir"   | Grupo Cantadeiras de Essência Alentejana                       | —                |
| "Donde estará mi vida"        | Joselito                                                       | —                |
| "Campanera"                   | Camilo Murillo, Monreal e Naranjo                              | —                |
| "Cartas de Amor"              | Toni de Matos                                                  | —                |
| "Uma Casa Portuguesa"         | Artur Fonseca, Ferrer Trindade, Reinaldo Ferreira e Vasco Mato | —                |
| "Amália"                      | Amália Rodrigues                                               | —                |